# Делень (Горж)
Делень, Делені (рум. Deleni) — село у повіті Горж в Румунії. Входить до складу комуни Плопшору.
Село розташоване на відстані 219 км на захід від Бухареста, 28 км на південь від Тиргу-Жіу, 62 км на північний захід від Крайови.

## Населення
За даними перепису населення 2002 року у селі проживали 276 осіб, усі — румуни. Усі жителі села рідною мовою назвали румунську.